# حسام حسن (لاعب كرة قدم، مواليد 1989)
حسام حسن محمد عبد الله (مواليد 25 أبريل 1989) لاعب كرة قدم مصري يجيد اللعب في مركز الوسط مع منتخب مصر وسيراميكا كليوباترا.

## روابط خارجية
- حسام حسن على موقع الاتحاد الدولي (مؤرشف)  (الإنجليزية)
- حسام حسن على موقع اتحاد تركيا (لاعب) (الإنجليزية)
- حسام حسن على موقع قاعدة بيانات كرة القدم.إي يو (الإنجليزية)
- حسام حسن على موقع ناشيونال فوتبول تيمز (الإنجليزية)
- حسام حسن على موقع Soccerway.com (الإنجليزية)
- حسام حسن على موقع عالم كرة القدم.نت (الإنجليزية)
- حسام حسن على موقع اللجنة الأولمبية الدولية (الإنجليزية)
- حسام حسن على موقع أوليمبيديا (الإنجليزية)
- حسام حسن على موقع AS.com (الإسبانية)